# فرودگاه پمبا، موزامبیک
 فرودگاه پمبا، موزامبیک (به انگلیسی: Pemba Airport (Mozambique)) یک فرودگاه همگانی با کد یاتا POL است که یک باند فرود آسفالت دارد و طول باند آن ۷۸۴ متر است. این فرودگاه در کشور موزامبیک قرار دارد و در ارتفاع ۹۶ متری از سطح دریا واقع شده است.